# Garut (Terangun)
Garut is een bestuurslaag in het regentschap Gayo Lues van de provincie Atjeh, Indonesië. Garut telt 141 inwoners (volkstelling 2010).